# Vicia rigidula
Vicia rigidula är en ärtväxtart som beskrevs av John Forbes Royle. Vicia rigidula ingår i släktet vickrar, och familjen ärtväxter. Inga underarter finns listade i Catalogue of Life.